# Sea Beast
Sea Beast, também conhecido como Troglodyte, é um filme produzido nos Estados Unidos e lançado em 2009.